# کورنر (آلمان)
کورنر (به آلمانی: Körner) یک شهر در آلمان است که در اونستروت-هاینیش واقع شده‌است. کورنر ۱٬۸۴۰ نفر جمعیت دارد.